# Liên hiệp chính trị
Liên hiệp chính trị là một loại nhà nước được cấu thành hoặc tạo ra từ các quốc gia ban đầu nhỏ hơn. Quá trình này, trong địa chính trị đề cập đến sự gần đúng và hợp nhất của hai hoặc nhiều thực thể chính trị độc lập hoặc tự trị trước đây, được gọi là thống nhất; sự thống nhất của các quốc gia đã từng thống nhất và đang tái hợp một lần nữa được gọi là thống nhất. Dòng chảy ý thức hệ bảo vệ liên minh chính trị là mục tiêu cần hoàn thành hoặc duy trì toàn vẹn lãnh thổ (hoặc đơn vị lãnh thổ) một khi đã bị chinh phục là bằng tiền liên minh hoặc chủ nghĩa độc tài, chống ly khai. Không giống như một liên minh cá nhân, các quốc gia riêng lẻ chia sẻ một chính phủ trung ương và liên minh được quốc tế công nhận là một thực thể chính trị duy nhất. Liên minh chính trị cũng có thể được gọi là một liên minh lập pháp hoặc liên minh nhà nước.
Liên minh có thể được thực hiện dưới một loạt các hình thức, được phân loại rộng rãi như: liên hiệp hợp nhất, thôn tính, liên minh (hoặc liên minh), thôn tính liên hiệp và liên hiệp hỗn hợp.

## Kết hợp thống nhất
Trong một liên minh hợp nhất, một trạng thái mới được tạo ra, các trạng thái cũ hoàn toàn bị giải thể thành trạng thái mới (mặc dù một số khía cạnh có thể được bảo tồn; xem bên dưới "Bảo toàn lợi ích").
Hợp nhất các liên minh đã có mặt trong suốt phần lớn lịch sử, như Công vụ Liên minh, 1707 giữa Vương quốc Scotland và Vương quốc Anh tạo ra Vương quốc Anh, vào năm 1910, các thuộc địa của Mũi Hảo Vọng, Natal, Thuộc địa Orange River, và Transvaal được sáp nhập vào Liên minh Nam Phi, trong khoảng thời gian từ năm 1037 đến 1479, Tây Ban Nha đang trong quá trình sáp nhập Vương quốc Castile, Aragon và Navarre vào Vương quốc Tây Ban Nha, mặc dù quá trình này đã hoàn thành cho đến năm 1716 (Aragon) và 1833 (Navarre), Đạo luật Liên minh 1800 đã hợp nhất Vương quốc Ireland và Vương quốc Anh thành Vương quốc Anh, năm 1990 Cộng hòa Dân chủ Nhân dân Yemen hợp nhất với Cộng hòa Ả Rập Yemen (Bắc Yemen) để thành lập Cộng hòa Yemen, và vào năm 1783, điều khoản của Liên minh đã được ký kết bởi mỗi trong số mười ba thuộc địa, hợp nhất họ vào Hoa Kỳ.

### Bảo toàn lợi ích
Tuy nhiên, một liên minh kết hợp đầy đủ có thể bảo tồn luật pháp và thể chế của các quốc gia trước đây, như đã xảy ra trong việc tạo ra Vương quốc Anh. Đây có thể chỉ đơn giản là một vấn đề thực hành hoặc để tuân thủ một bảo đảm được đưa ra trong các điều khoản của thống nhất. Những bảo đảm này có thể là để đảm bảo sự thành công của một liên minh được đề xuất, hoặc ít nhất là để ngăn chặn sự kháng cự tiếp tục, như đã xảy ra trong liên minh của Brittany và Pháp vào năm 1532 (Liên minh Brittany và Pháp), một sự bảo đảm đã được đưa ra để tiếp tục luật pháp và của Estates of Brittany (một bảo lãnh bị thu hồi năm 1789 tại Cách mạng Pháp). Sự đảm bảo rằng các thể chế được bảo tồn trong một liên minh các quốc gia cũng có thể xảy ra khi các quốc gia nhận ra rằng trong khi sự mất cân bằng quyền lực tồn tại (chẳng hạn như giữa các điều kiện kinh tế của Scotland và Anh trước Công vụ Liên minh 1707), nó không lớn đến mức ngăn chặn khả năng nhượng bộ được thực hiện. Hiệp ước Liên minh thành lập Vương quốc Anh thống nhất năm 1707 có một sự bảo đảm cho việc tiếp tục luật dân sự và các tòa án hiện tại ở Scotland (một bảo đảm tiếp tục), có ý nghĩa đối với cả hai bên. Người Scotland, mặc dù gặp khó khăn về kinh tế trong bảy năm trước khi liên minh, vẫn có quyền đàm phán.
Điều này đánh dấu sự phân định các quốc gia có khả năng đảm bảo duy trì lợi ích, phải có một số lý do cùng có lợi đằng sau việc bảo tồn lợi ích chính thức hoặc không chính thức. Trong Liên minh tạo ra Vương quốc Liên hiệp Anh và Ireland vào năm 1801, không có sự bảo đảm nào được đưa ra cho luật pháp và tòa án của Vương quốc Ireland, mặc dù chúng vẫn được tiếp tục như một vấn đề thực tiễn. Sự công nhận không chính thức về những lợi ích đó đại diện cho hoàn cảnh khác nhau của hai Liên hiệp, cơ sở quyền lực thể chế nhỏ bé ở Ireland vào thời điểm đó (những người được hưởng lợi từ cuộc nổi dậy của Tin lành) đã phải đối mặt với cuộc cách mạng trong cuộc nổi loạn Ailen năm 1798, và như một kết quả là có một động lực thể chế hướng tới thống nhất, hạn chế quyền lực đàm phán của Ailen. Tuy nhiên, các bảo đảm không chính thức đã được đưa ra để ngăn chặn khả năng bất ổn của Ailen trong giai đoạn sau Cách mạng Pháp năm 1789 và cuộc nổi dậy năm 1798. Những kiểu sắp xếp không chính thức này dễ bị thay đổi hơn, ví dụ Tyrol được đảm bảo rằng các công ty Freischütz của họ sẽ không được đăng để chiến đấu bên ngoài Tyrol nếu không có sự đồng ý của họ, một sự bảo đảm sau đó bị chính quyền cộng hòa Áo thu hồi. Điều này có thể được nối liền với sự tồn tại liên tục của Quốc hội Scotland và một cơ quan riêng biệt của Luật Scotland khác với Luật Anh.

## Kết hợp thôn tính
Trong một phụ lục kết hợp, một tiểu bang hoặc các tiểu bang được hợp nhất và giải thể trong một tiểu bang hiện có, sự tồn tại hợp pháp vẫn tiếp tục.
Phụ lục có thể là tự nguyện hoặc, thường xuyên hơn, bằng cách chinh phục.
Các Cuộc thôn tính hợp nhất đã xảy ra ở nhiều thời điểm khác nhau trong lịch sử, chẳng hạn như năm 1535 và 1542 theo hai đạo luật ở Wales Công vụ mà Vương quốc Anh chính thức sáp nhập Công quốc xứ Wales, vào năm 1822, Cộng hòa Haiti của Tây Ban Nha bị sáp nhập bởi Cộng hòa Haiti, Phổ/Đức đã sử dụng kết hợp thôn tính để hợp nhất nhiều Hoàng tử Đức trong Chiến tranh Schleswig lần thứ hai, Chiến tranh Áo-Phổ và Chiến tranh Pháp-Phổ, Sardinia sáp nhập nhiều Công tước và các quốc gia thành phố ở Ý trong thời kỳ thống nhất Ý, vào năm 1918 trong Hội nghị Podgorica, Vương quốc Serbia sáp nhập Vương quốc Montenegro, và vào năm 1949 và 1951, nước Cộng hòa Nhân dân Trung Hoa (thường được gọi là "Trung Quốc" hoặc "Trung Quốc đại lục") sáp nhập Tây Tạng (1951), Đông Turkestan (Tân Cương) (1949), Hồng Kông (1997) và Ma Cao (1999).

### Ví dụ về liên bang hoặc liên minh
- Úc (1901)
- Bosnia và Herzegovina (liên minh từ năm 1995)
- Cameroon (1961-1970)
- Canada (1867)
- Liên minh châu Âu (EU tương tự như một liên minh liên bang/siêu quốc gia nhưng vẫn có các yếu tố liên minh/liên chính phủ, kể từ 1958/1993/2009
- Cộng hòa Liên bang Trung Mỹ (1823, khoảng năm 1838)
- Đế quốc Đức (1871–1919)
- Ấn Độ (1950)
- Malaysia (1963)
- Tây Pakistan và Đông Pakistan (1947–1971)
- Bang liên Peru–Bolivia (1836–1839)
- Bang liên Ba Lan-Litva (1569–1791)
- Serbia và Montenegro (2003–2006)
- Thụy Sĩ (liên minh từ năm 1291, sau này phát triển thành liên minh)
- Tanzania (1964)
- Các tiểu vương quốc Ả Rập thống nhất (1971)
- Cộng hòa Ả Rập Thống nhất (1958–1971)
- Liên bang Cộng hòa Xã hội chủ nghĩa Xô viết (1922–1991)
- Hợp chúng quốc Hoa Kỳ (trong liên minh liên minh theo các Điều khoản của Liên minh từ năm 1781, sau đó trở thành một liên minh theo Hiến pháp Hoa Kỳ năm 1788)

## Phụ lục liên bang hoặc liên bang
Nếu một quốc gia đơn nhất trở thành một đơn vị liên hiệp của một quốc gia hiện có khác, trước đây vẫn tiếp tục tồn tại hợp pháp, thì đó là một phụ lục liên bang. Do đó, nhà nước liên bang mới không còn là một quốc gia trong luật quốc tế nhưng vẫn duy trì sự tồn tại hợp pháp của nó trong luật pháp trong nước, công ty con của chính quyền liên bang.
Các cuộc thôn tính liên bang đã xảy ra ở nhiều nơi, như British Columbia năm 1871, Đảo Hoàng tử Edward năm 1873 và Newfoundland năm 1949, tất cả đã bị sáp nhập vào Canada, Eritrea bị sáp nhập vào Ethiopia từ năm 1951 đến 1962, Thụy Sĩ sáp nhập Geneva vào năm 1815, Saarland đã bị Tây Đức sáp nhập vào năm 1957, Vermont (1791), Texas (1846) và California (1848), tất cả đều bị Hoa Kỳ sáp nhập và Crimea bị sáp nhập vào Liên bang Nga vào năm 2014.

## Thống nhất hỗn hợp
Sự thống nhất của Ý liên quan đến một hỗn hợp các thống nhất. Vương quốc hợp nhất quanh Vương quốc Sardinia, trong đó một số quốc gia tự nguyện hợp nhất để thành lập Vương quốc Ý. Các chính trị khác, chẳng hạn như Vương quốc Hai Sicilia và các quốc gia Giáo hoàng, đã bị chinh phục và thôn tính. Chính thức, liên minh ở mỗi lãnh thổ đã bị trừng phạt bởi một cuộc trưng cầu dân ý phổ biến nơi mọi người được hỏi chính thức liệu họ có đồng ý làm người cai trị mới Vittorio Emanuele II của Sardinia và những người thừa kế hợp pháp của ông không.
Sự thống nhất của Đức cuối cùng là một liên minh tự nguyện, nhưng nó đã bắt đầu một cách nghiêm túc khi Vương quốc Phổ sáp nhập nhiều quốc gia nhỏ vào năm 1866.

## Thống nhất lịch sử
1 số ví dụ thống nhất điển hình trong lịch sử:
- Thống nhất Bulgaria năm 1885, sau cuộc chinh phạt của Ottoman năm 1396.
- Liên minh Transylvania với România năm 1918
- Liên minh Bessarabia với România năm 1918
- Sáng tạo Nam Tư (1918)
- Thống nhất Ukraina năm 1919
- Tái thống nhất nước Đức ngày 3 tháng 10 năm 1990, chia rẽ thành 2 quốc gia ở hai miền Tây–Đông kể từ khi Đông Đức được thành lập ngày 7 tháng 10 năm 1949.
  - Thống nhất nước Đức năm 1866–1871; những gì đã trở thành nước Đức bị chia cắt nặng nề bởi chế độ phong kiến và quyền thừa kế có thể tách rời (Salic patrim) trong thời trung cổ nhưng vẫn thống nhất dưới sự thống trị của Đông Francia/Vương quốc Đức và Đế chế La Mã Thần thánh. Tuy nhiên, các quốc gia ngày càng phát triển độc lập trên thực tế trong thời kỳ đầu hiện đại khi quyền lực đế quốc suy yếu dần. Cuối cùng, Đế quốc đã bị giải thể vào năm 1806 trong các cuộc chiến tranh Napoleon, và các quốc gia Đức trở thành chủ quyền hoàn toàn, và chỉ được thống nhất (giữa 1815 và 1866) bởi Liên minh Đức không có chủ quyền.
  - Anschluss (1938 thống nhất Đức Quốc Xã về "Nước Đức ít hơn" và Áo thành "Đại Đức")
- Sự thống nhất của Ý năm 1815, 71, được phân chia từ khi phân chia thành Vương quốc Bologna (được phân chia giữa Langobardia Major và Langobardia Minor) và Byzantine Exarchate of Ravenna năm 568, Ý tiếp tục bị chia cắt kể từ khi chinh phục Langobardia Major và Spoleto của 77 phân mảnh do chế độ phong kiến.
- Sự thống nhất của Ba Lan vào năm 1918–22, được chia từ ngày 24 tháng 10 năm 1795 để dành một sự hồi sinh ngắn ngủi như Công tước Warsaw (1807–15) trong các cuộc chiến Napoleonic.
- Việt Nam bị chia cắt vào ngày 21 tháng 7 năm 1954 và tái thống nhất ngày 2 tháng 7 năm 1976.
- Thống nhất Yemen vào năm 1990, được chia từ khi Anh mua lại Nam Yemen vào năm 1867 và ly khai Lahj vào năm 1728.
- Đan Mạch và phần phía bắc của Nam Jutland năm 1920. Xem Schleswig Plebiscites.

## Công đoàn siêu quốc gia và lục địa
Ngoài các phong trào khu vực, các tổ chức siêu quốc gia thúc đẩy hội nhập tiến bộ giữa các thành viên của nó bắt đầu xuất hiện vào nửa sau của thế kỷ 20. Một số trong các tổ chức này đã được Liên minh châu Âu lấy cảm hứng, ví dụ như Hiệp hội các quốc gia Đông Nam Á, Diễn đàn hợp tác kinh tế châu Á-Thái Bình Dương và Liên minh Thái Bình Dương. Các quốc gia thành viên thường miễn cưỡng thành lập các công đoàn tập trung hơn, khái niệm liên minh thường có mặt trong các cuộc tranh luận công khai.  Phân tích học thuật  Vị trí chính trị của Vương quốc Anh thường được thảo luận; và các quốc gia trước đây như Serbia và Montenegro (2003, 2002–006), Liên Xô (1922–1991) và Cộng hòa Ả Rập Thống nhất (1958–1961).  Lord Durham được coi là một trong những nhà tư tưởng quan trọng nhất trong lịch sử tiến hóa hiến pháp của Đế quốc Anh. Ông nói rõ sự khác biệt giữa một liên minh lập pháp đầy đủ và một liên đoàn. Trong Báo cáo năm 1839, khi thảo luận về liên minh đề xuất của Thượng và Hạ Canada, ông nói:
Hai loại liên minh đã được đề xuất – liên bang và lập pháp. Đầu tiên, cơ quan lập pháp riêng biệt của mỗi tỉnh sẽ được bảo tồn ở dạng hiện tại và giữ lại gần như tất cả các thuộc tính hiện tại của pháp luật nội bộ, cơ quan lập pháp liên bang thực hiện không tiết kiệm quyền lực trong những vấn đề mà các tỉnh được thành lập đưa ra. Một liên minh lập pháp sẽ bao hàm sự hợp nhất hoàn toàn của các tỉnh được bao gồm trong một cơ quan lập pháp, thực thi thẩm quyền lập pháp phổ quát và duy nhất đối với tất cả chúng theo cách chính xác như Quốc hội lập pháp một mình cho toàn bộ Quần đảo Anh